# Jean Bernadt
Jean Bernadt (nhũ danh Alkin) (19 tháng 5 năm 1914 – 9 tháng 4 năm 2011) là một nhà hoạt động chống phân biệt chủng tộc Nam Phi.
Bà là một thành viên tích cực của Đảng Cộng sản Nam Phi (CPSA), Đại hội Dân chủ, Liên đoàn Phụ nữ Nam Phi và Sash Black trong số các tổ chức khác. Năm 1940, bà kết hôn với Himan (Himie) Bernadt và có ba đứa con.
Bernadt đã tham gia vào một loạt các tổ chức từ thiện, thường là cùng với những người phụ nữ khác từ Black Sash và Đảng Cộng sản. Bà là thành viên của Ủy ban Athlone về Giáo dục Mầm non. Ủy ban Athlone thành lập trường mẫu giáo đầu tiên dành cho trẻ em da màu ở Athlone vào năm 1949 và cũng thành lập Nhà hát ngoài trời Maynardville vào ngày 1 tháng 12 năm 1950 với tư cách là nhà gây quỹ từ thiện cho các khu vực thiếu thốn. Bernadt và Margaret Molteno (chủ tịch và người sáng lập Ủy ban Athlone) đã cùng với lãnh đạo cộng đồng Blouvlei Dora Tamana vào năm 1954 để làm việc trong các dự án cộng đồng trong khu định cư không chính thức của Blouvlei. Cho đến năm 1948, Tamana đã bắt đầu xây dựng một cộng đồng tại một ngôi nhà riêng, nhưng nó đã dừng lại sau hai năm rưỡi vì thiếu kinh phí. Ba người phụ nữ đã gây quỹ và thành lập Trường mẫu giáo Blouvlei và trung tâm y tế gia đình theo kế hoạch của Tamana vào tháng 5 năm 1955.
Bernadt đã bị chính phủ áp dụng cấm lệnh từ năm 1959 đến 1964. Sau đó, bà đã tiếp đón Nelson Mandela tại nhà mình trong các cuộc đàm phán của ông với chính phủ Apartheid.